# Chinkali
Chinkali (Georgisch: ხინკალი) is een gevuld tasje van deeg, die van origine uit het noordoosten van Georgië komt. Varianten van de chinkali hebben zich over de Kaukasus verspreid. De deegtasjes van de Chinkali worden gevuld met een variatie van vlees, vis, groenten en kruiden. Het gerecht is een van de handelsmerken van de Georgische keuken.

## Ingrediënten

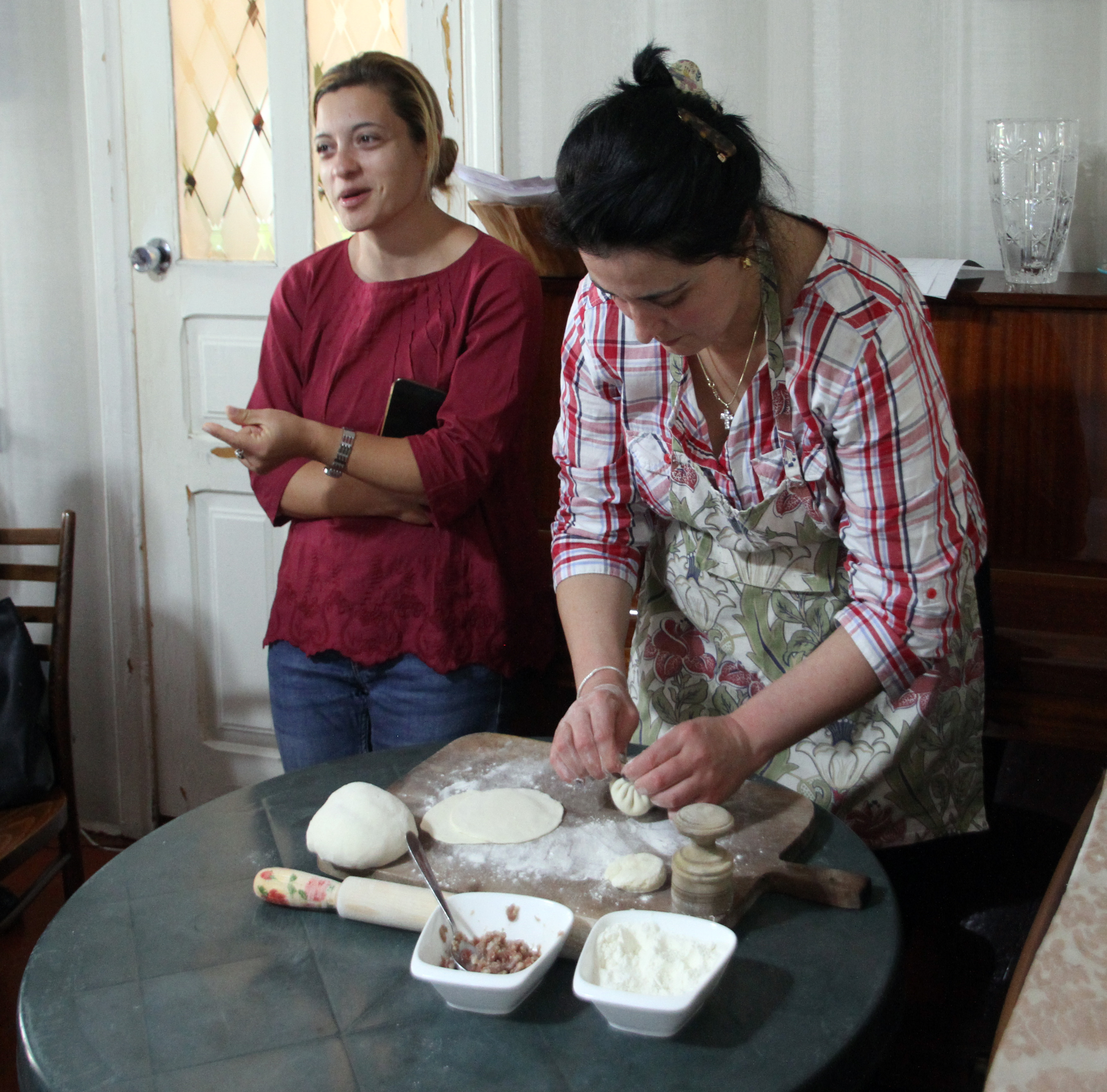
Chinkali wordt gemaakt door de inhoud in een schijf van deeg te draaien

De vulling van de chinkali varieert per gebied. Het traditionele Georgische recept, de zogenaamde chevsoeroeli chinkali die vernoemd is naar de streek Chevsoeretië, bestaat uit gehakt van lams- of gemengd rund- en varkensvlees, uien, chilipeper, koriander en komijn. Het moderne recept dat vooral in Georgische stedelijke gebieden in gebruik is, de zogenaamde kalakoeri (wat 'stedelijk' betekent), maakt gebruik van kruiden zoals peterselie en koriander. Champignons, aardappelen of kaas kunnen worden gebruikt in plaats van vlees. Chinkali wordt puur of met gemalen zwarte peper gegeten.

## Etiquette
De chinkali wordt op een bijzondere wijze gegeten, namelijk met de handen. Het gebruik van gebruiksvoorwerpen, zoals een vork, gaat tegen de etiquette in alsmede het toevoegen van condimenten. Gemalen zwarte peper is de uitzondering hierop. Het sap in het deegzakje is een belangrijk onderdeel van de chinkali. Wanneer de chinkali wordt samengesteld is de vleesvulling ongekookt. De vleessappen komen tijdens het koken in het deegtasje vrij.
Door het gebruik van een vork zal de chinkali scheuren en zal het sap worden gemorst. De chinkali wordt daarom tijdens het consumeren bij de knoop vastgepakt en op zijn kop naar de mond gebracht. Na een eerste hap van de bodem kan het sap zonder knoeien worden geconsumeerd, meestal door middel van zuigen. De bovenkant van de chinkali, waar de plooien samenkomen, is taai en hoort niet te worden gegeten. Deze wordt op het bord gelegd, zodat er geteld kan worden hoeveel chinkali's iedereen gegeten heeft.

## Oorsprong
De oorsprong van de chinkali is niet geheel duidelijk. Sommigen beschouwen de chinkali als een resultaat van de Mongoolse veroveringen in de 13e eeuw, en anderen beweren dat het in de Georgische bergen is ontstaan. De chinkali vertoont in ieder geval gelijkenissen met de Chinese xiaolongbao, en Tibetaanse momo. Georgië lag aan de Zijderoute en Mongoolse veroveraars zouden hun vlees in deeg hebben gestopt om het tijdens het paardrijden beter te bewaren.
De oorspronkelijke Georgische chinkali heeft zijn oorsprong heeft in de bergstreken Chevsoeretië, Mtioeleti en Psjavi in de hedendaagse regio Mtscheta-Mtianeti ten noorden van Tbilisi. Het gerecht werd voornamelijk door herders gegeten tijdens koude en besneeuwde winters. Aanvankelijk werden chinkali's gevuld met lamsvlees, omdat dit het meest voorkomende vlees was dat in de bergen werd gegeten. Vervolgens werden variaties gecreëerd naarmate het gerecht populairder werd en het stedelijke gebieden bereikte. Zo werden vervolgens varkensvlees of rundvlees als vulling gebruikt, waarna ook vegetarische versies werden ontwikkeld.